# Košútsky park
Košútsky park je chráněný areál v katastrálním území obce Košúty v okrese Galanta v Trnavském kraji na Slovensku. Území bylo vyhlášeno v roce 1983 a jeho rozloha je 1,91 hektaru. Předmětem ochrany je park založený v devatenáctém století.